# Campolongo Maggiore
Campolongo Maggiore (velenceiül Canpołongo Major) kisváros az észak-olaszországi Veneto régióban található Velence megyében.